# 고란보이구
고란보이구(아제르바이잔어: Goranboy rayonu)는 아제르바이잔 서부에 위치한 구로 행정 중심지는 고란보이이며 면적은 1,790km2, 인구는 86,645명(1999년 기준)이다. 아제르바이잔으로부터 독립을 선언한 아르차흐 공화국은 고란보이구 남부에 대한 영유권을 주장하고 있다.